# Jack Bedient and the Chessmen
Jack Bedient and the Chessmen waren in den 1960er Jahren eine amerikanische Rockband aus Nevada.

## Geschichte
Der aus Mason City, Washington stammende Gitarrist und Vokalist Jack Bedient hatte bereits 1961 mit der Popballade „The Mystic One“ auf Era Records Erfahrungen im Musikgeschäft gemacht. Seit 1964 hieß seine Gruppe „Jack Bedient and the Chessmen“, die mit Sitz in Carson City, Nevada die umliegende Region mit Live-Gigs versorgte, auf denen neben Covers aktueller Pophits auch Lounge-Musik und komödiantische Showeinlagen gehörten. Kevin Woods an der Leadgitarre, Bill Britt am sechssaitigen Bass und Jewell Hendricks am Schlagzeug waren die langjährigsten Chessmen.
Ihr aufgenommenes und veröffentlichtes Werk umfasste zwischen 1964 und 1969 etwa ein Dutzend Singles und sechs LPs, auf denen sich zwischen dem Pop- und Loungematerial auch immer wieder Rocknummern finden. Auf der zweiten Single für Fantasy Records, Double Whammy, nutzten die Chessmen als Gitarrenintro das Riff von Dorsey Burnettes Rockabilly-Standard Bertha Lou, mit der sie die regionalen Radio-Charts in Reno, Nevada erreichten.
Mit dem Sound des Organisten Walter Hanna verstärkt, konnte eine Live-LP für Fantasy aufgenommen werden. Ein kurzer Zwischenstopp bei Palomar Records ergab eine Single mit Drummer Boy (Play Us a Song) und Dream Boy (Count Your Dreams). Auch nur eine Single mit dem Titel Glimmer Sunshine erschien bei Rev Records, bevor die Band bei Columbia Records unter Vertrag stand. Nach einigen weiteren Veröffentlichungen bei Executive Productions und Umbesetzungen konnte sich die Band bis 1972 mit Liveauftritten über Wasser halten und löste sich dann auf. Der Bandleader Jack Bedient verstarb 1998.

## Diskografie

### Singles
- 1961 – The Mystic One / Question, Era 3050
- 1964 – Pretty One / Silver Haired Daddy, Trophy 1001
- 1965 – See the Little Girl / Here I Am, Fantasy 595
- 1965 – See the Little Girl / Looking for a Good Love, Fantasy 595 (als „The Chessmen“)
- 1965 – Double Whammy / I Want You to Know, Fantasy 598
- 1965 – Drummer Boy (Play Us a Song) / Dream Boy (Count Your Dreams), Palomar 2212
- 1966 – Glimmer Sunshine / Where Did She Go, Rev 104/5
- 1967 – Love Workshop / I Could Have Loved You So Well, Columbia 4-44302
- 1968 – Pretty One / See That Girl, Columbia 4-44481
- 1968 – The Pleasure of You / It’s Over, Columbia 4-44565
- 1968 – My Prayer / Independence Day, Columbia 4-44671
- 1969 – I’ve Been Loving You / I Could Never Lose My Love for You, Executive Productions 21
- 1969 – Beautiful (Takes a Trip) / Release Me, Executive Productions 21

### Alben
- 1964 – Two Sides of Jack Bedient, Trophy 101
- 1965 – Live at Harvey’s, Fantasy 3365
- 1967 – Where Did She Go, Satori 1001
- 196? – Songs You Requested
- 1969 – In Concert (Harolds)
- 196? – Jack Bedient, Executive Productions